# The Trap (film fra 1919)
The Trap er en amerikansk stumfilm fra 1919 af Frank Reicher.

## Medvirkende
- Olive Tell som Jean Carson
- Sidney Mason som Bruce Graham
- Jere Austin som Ned Fallon
- Rod La Rocque som Sloan
- Tallulah Bankhead som Helen Carson